# Банк Ольстеру

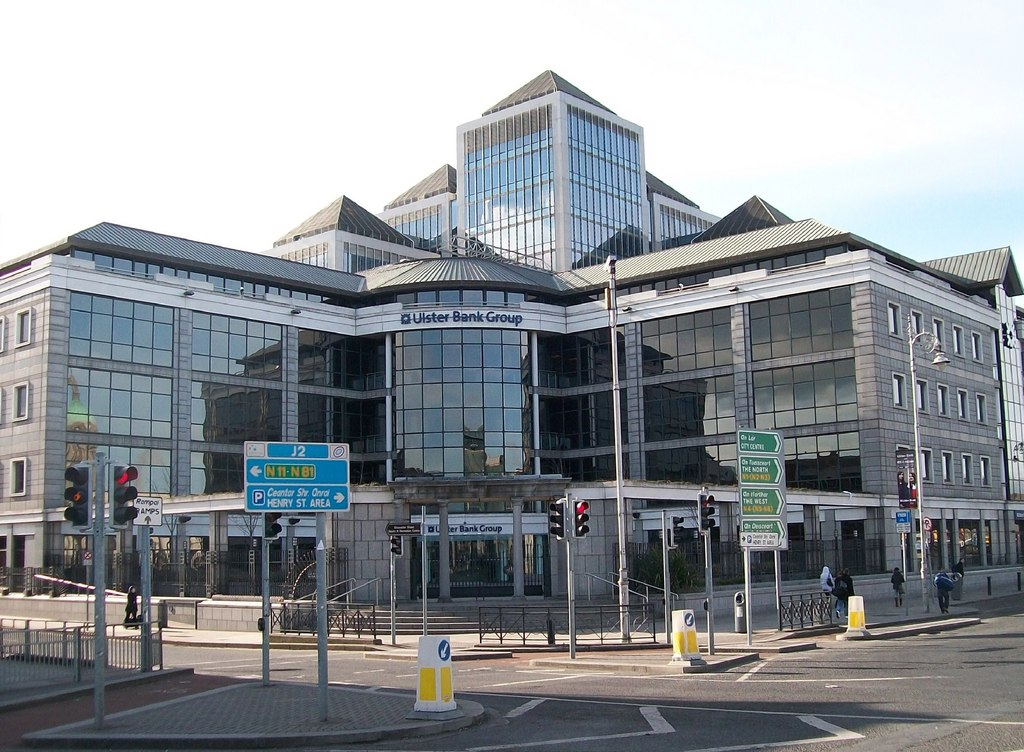
Штаб-квартира

Банк Ольстеру (ірл. Banc Uladh, англ. Ulster Bank) — один з комерційних банків Ірландії. Входить до числа чотирьох банків, що мають право випускати банкноти у Північній Ірландії.
Банк заснований в 1836 році у Белфасті. Складається з двох структурних підрозділів: Ulster Bank Ireland Limited (UBIL) — в Ірландії, Ulster Bank Limited (UBL) — в Північній Ірландії. Штаб-квартира банку знаходиться в Дубліні, штаб-квартира UBL — в Белфасті. З 2000 року банк входить до складу банківської групи RBS.
Станом на 21 сторіччя банк випускає банкноти номіналом 5, 10, 20, 50, 100 фунтів.